# Digonogastra schrottkyi
Digonogastra schrottkyi is een vliesvleugelig insect (orde Hymenoptera) uit de familie van de schildwespen (Braconidae). De wetenschappelijke naam van de soort werd in 1906 als Ipobracon schrottkyi gepubliceerd door Gyözö Viktor Szépligeti voor een soort waarvan door E. Schrottky een vrouwtje werd verzameld in Villa Encarnacion in Paraguay.